# پشته لومونسف

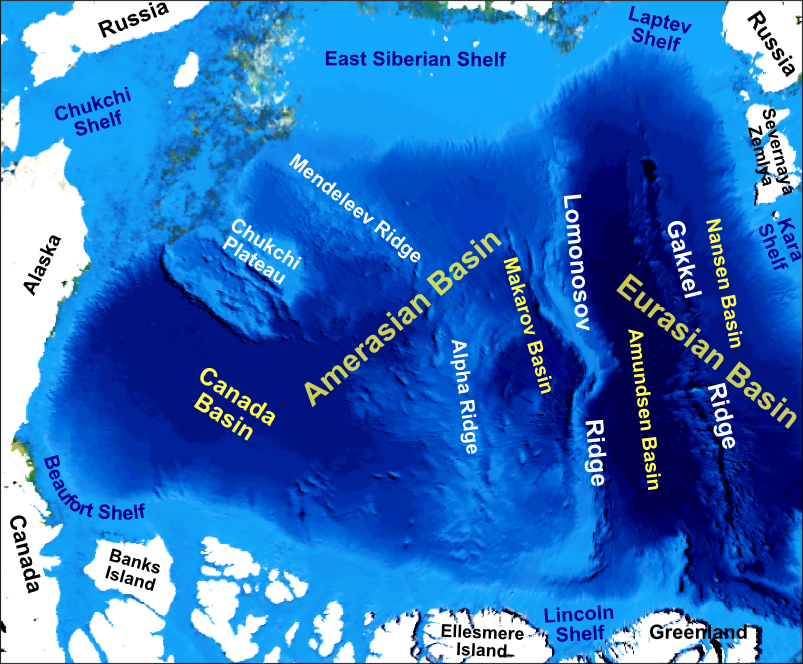
عوارض و پدیده‌های مهم ژرفاسنجی و توپوگرافی در اقیانوس شمالگان

پشته لومونسف (روسی: Хребет Ломоносова) یک پشته زیردریایی غیرعادی از پوسته قاره‌ای در اقیانوس شمالگان است. این پشته با طول ۱٬۸۰۰ کیلومتر میان جزایر سیبری نو در بخش مرکزی اقیانوس تا جزیره الزمیر در مجمع‌الجزایر قطبی کانادا ادامه دارد. پشته لومونسف حوضه شمالگان را از حوضه اوراسیا و حوضه آمراسیا جدا می‌کند. پهنای این پشته از ۲۰ تا ۲۰۰ کیلومتر متغیر است و بلندی آن به ۳٬۳۰۰ تا ۳٬۷۰۰ متر از ژرفای ۴٬۲۰۰ متری بستر دریا می‌رسد. کمترین ژرفای اقیانوس بر روی این پشته کمتر از ۴۰۰ متر است. دامنه‌های آن نسبتاً پرشیب بوده و توسط ژرف‌دره‌ها بریده شده و با لایه‌های لای (سیلت) پوشیده شده‌است.
پشته لومونسف نخستین بار در سال ۱۹۴۸ توسط سفرهای اکتشافی عرض‌های بالای اتحاد جماهیر شوروی شناسایی شد و به نام میخاییل لومونسف نام‌گذاری گردید. این نام‌گذاری توسط کمیته نام‌گذاری عوارض دریایی در گروه ژرفاسنجی عمومی اقیانوس‌ها (GEBCO) نیز تأیید شد.